# 岑策雷尼鄉 (戈爾日縣)
44°36′N 23°29′E / 44.600°N 23.483°E
岑策雷尼鄉（羅馬尼亞語：Comuna Țânțăreni, Gorj），是羅馬尼亞的鄉份，位於該國西南部，由戈爾日縣負責管轄，面積45平方公里，海拔高度152米，2007年人口5,866，人口密度每平方公里129人。